# Eva Kubíčková
Eva Kubíčková (* 4. června 2003 Šumperk) je česká atletka. Jejími hlavními disciplínami jsou především sprinty na 60 m a 100 m, a to jak hladké, tak i s překážkami. Kubíčková je historicky první českou sprinterkou, která se na mistrovství světa juniorek v běhu na 100 m probojovala až do samotného finále. Na Mistrovství Evropy juniorů v atletice 2021 v Tallinnu překonala národní rekord ve štafetovém běhu na 4×100 m, a to společně s Lucií Mičunkovou, Barborou Šplechtnovou a Terezou Lamačovou v čase 44,35 s.

## Sportovní kariéra
Eva se sportu věnuje již od útlého věku. Od 8 do 11 let byla její prioritou sportovní gymnastika, v 11 letech však nastoupila do Atletického klubu v Šumperku a nastartovala tak svoji atletickou kariéru. Ve 13 letech společně se změnou školy přišel i přestup z atletického klubu Šumperk do atletického klubu Olomouc, kde pod trenérem Robertem Novotným dosáhla svých nejlepších výsledků.
S časem 13,40 s překonala v roce 2020 rekord mistrovství ČR v běhu na 100 m př. V květnu roku 2021 se Kubíčková zranila, ale i přes všechny zdravotní komplikace se dokázala vrátit zpět na dráhu a splnit limit jak na mistrovství Evropy, tak na mistrovství světa, kde následně obsadila 8. místo.

## Osobní rekordy[1]
| Trať      | Čas     | Datum       | Místo   |
| --------- | ------- | ----------- | ------- |
| 60 m      | 7,30 s  | 5. 3. 2022  | Ostrava |
| 100 m     | 11,62 s | 8. 8. 2021  | Plzeň   |
| 60 m př.  | 8,37 s  | 15. 2. 2020 | Ostrava |
| 100 m př. | 13,40 s | 5. 9. 2020  | Ostrava |
| 200 m     | 24,70 s | 4. 9. 2021  | Olomouc |